# Cosylab
Cosylab je slovensko tehnološko podjetje, ki je bilo zasnovano pod okriljem največjega slovenskega raziskovalnega Inštituta Jožef Stefan in že od same ustanovitve posluje na svetovnem trgu. Podjetje deluje na področju kontrolnih sistemov pospeševalnikov, večjih teleskopov, fuzijskih elektrarn, informacijske in telekomunikacijske tehnologije ter poslovno informacijskih rešitev. 
Sodelujejo pri mednarodnih projektih na področju fizike:
- CERN (Veliki hadronski trkalnik)
- FAIR v Nemčiji (ionski pospeševalnik)[3]
- ITER (termonuklearna fuzija) - na projektu delajo od leta 2009. Pri tem sodelujejo ZDA, Kitajska, Rusija, Indija, Japonska, Koreja in EU. Naprava se nahaja v Franciji. V njej bo potekala kontrolirana fuzija, zlivanje vodikovih jeder v helij.[4]
- ALMA (radijski teleskopi) - razvoj jedra krmilnega sistema.

Na področju virov svetlobe  sodelujejo z inštituti in proizvajalci, kot so ESRF, DESY, ANKA, ALBA, SLS, BESSY, NSLS II, ELETTRA, APS.
Na področju razvoja medicinskih naprav sodelujejo pri pospeševalniku MedAustron, ki je namenjen zdravljenju raka. Pospeševalnik se nahaja v bolnišnici, ki so jo prav za to zgradili v mestu Wiener Neustadt v Avstriji.
Cosylab je sodeloval tudi pri razvoju prvega spletnega interaktivnega atlasa Slovenije Geopedije in  Digitalne Enciklopedije naravne in kulturne dediščine - DEDI.